# Stanisław Wądołowski
Stanisław Wądołowski (ur. 4 stycznia 1938 w Perkach-Frankach) – polski polityk i działacz związkowy, poseł na Sejm I i III kadencji.

## Życiorys
Ukończył w 1966 technikum mechaniczne w Szczecinie. W latach 1957–1962 pracował w Szczecińskiej Stoczni Remontowej „Gryfia”, następnie do 1966 jako nauczyciel w technikum budowlanym. Od 1966 do 2002 był zatrudniony w Stoczni Szczecińskiej im. Adolfa Warskiego (od 1990 działającej pod nazwą Stocznia Szczecińska). W 2002 przeszedł na emeryturę.
Brał udział w protestach robotniczych w trakcie wydarzeń grudniowych w 1970. W sierpniu 1980 wszedł do prezydium komitetu strajkowego, następnie wstąpił do „Solidarności” (pełnił funkcję wiceprzewodniczącego regionu i komisji krajowej związku). W stanie wojennym został internowany na okres od 13 grudnia 1981 do 30 listopada 1982. Po zwolnieniu działał w podziemnych strukturach NSZZ „S”.
Od 1989 przez kilkanaście lat działał w Zjednoczeniu Chrześcijańsko-Narodowym. Był posłem I kadencji z listy Wyborczej Akcji Katolickiej i III kadencji z listy AWS. W wyborach parlamentarnych w 2001 bez powodzenia ubiegał się o mandat senatora w okręgu szczecińskim.
Politycznie związany później z Prawem i Sprawiedliwością, był m.in. w komitecie honorowym popierającym Lecha Kaczyńskiego w wyborach prezydenckich w 2005 oraz przewodniczącym honorowego komitetu kandydatki Prawa i Sprawiedliwości na stanowisko prezydenta Szczecina Teresy Lubińskiej w wyborach samorządowych w 2006. Został liderem powołanego w 2015 Stowarzyszenia Chrześcijańsko-Narodowego w województwie zachodniopomorskim.

## Odznaczenia
W został przez prezydenta RP na uchodźstwie Ryszarda Kaczorowskiego odznaczony Krzyżem Kawalerskim Orderu Odrodzenia Polski. W 2006 prezydent RP Lech Kaczyński nadał mu Krzyż Komandorski Orderu Odrodzenia Polski. W 2015 został odznaczony przez prezydenta RP Andrzeja Dudę Krzyżem Wolności i Solidarności.

## Wyniki wyborcze
| Wybory | Komitet wyborczy | Komitet wyborczy                      | Organ             | Okręg | Wynik  |
| ------ | ---------------- | ------------------------------------- | ----------------- | ----- | ------ |
| 1991   |                  | Wyborcza Akcja Katolicka              | Sejm I kadencji   | nr 20 | 7531   |
| 1993   |                  | Katolicki Komitet Wyborczy „Ojczyzna” | Sejm II kadencji  | nr 44 | 3375   |
| 1997   |                  | Akcja Wyborcza Solidarność            | Sejm III kadencji | nr 44 | 9552   |
| 2001   |                  | KWW Blok Senat 2001                   | Senat V kadencji  | nr 40 | 59 253 |